# Ел Гейрвуд
Ел Ге́йрвуд (англ. Al Harewood), повне ім'я Альфо́нс Ге́йрвуд (англ. Alphonse Harewood; 3 червня 1923, Бруклін — 13 березня 2014) — американський джазовий ударник.

## Біографія
Народився 3 червня 1923 року в Брукліні. Перші уроки гри брав у свого брата Юстаса, який грав на барабанах. Розпочав музичну кар'єру у 1950-х роках, коли почав грати з дуетом Дж. Дж. Джонсона-Кая Віндінга. Пізніше грав з Джиджі Грайсом, Артом Фармером і Джорджом Барроу до того, як приєднався до Лу Дональдсона у 1959 році. У 1950-х записувався разом з Девідом Амремом, Кертісом Фуллером і Бенні Голсоном, а також з Дональдсоном, у 1960-х — з Горасом Парланом, Грантом Гріном і Дональдсоном.
Деякий час працював з Мері Лу Вільямс у 1962 році, потім грав зі Стеном Гетцом, а пізніше приєднався до Амрема. У 1970-х грав з Чаком Вейном, Джо Вільямсом, з Newport Jazz Festival All-Stars і Леслі Аткінсоном, записувався з Бетті Картер, а також ще раз з Фуллером і Парланом. У середині 1970-х викладав у Лівінгстон-коледжі і грав з the Descendants of Mike & Phoebe в кінці 1970-х і на початку 1980-х. У 1983 році почав грати з Лі Коніцем. Не записувався як соліст.